# Ferrari 308
Ferrari 308 GTB/GTS (и аналогичные 208, а позже 328) — спортивная машина с центральным расположением двигателя производилась итальянской компанией Ferrari в 1970—1980-х годов. Являлась одной из наиболее доступных моделей в производимых линиях компании. 308-я заменила Dino 246 в 1975 году и оставалась в производственной программе компании до 1985 года, после чего была заменена на модернизированный вариант под обозначением 328.

## История
Ferrari 308 GTB / GTS был представлен на Парижском автосалоне в 1975 году в качестве дополнения к модели 308 GT4 и замене Dino 246. Дизайн автомобиля был разработан кузовным ателье Пининфарина, которая также принимала участие в разработке дизайна наиболее известных автомобилей Ferrari, таких как Daytona, Dino и Berlinetta Boxer. В модели 308 были использованы стилистические элементы этих автомобилей, чтобы дистанцироваться от угловатой GT4 2 +2. Купе имело плавные изгибы и агрессивные линии, оно стало одним из самых узнаваемых и знаковых автомобилей, произведённых Ferrari.
308 GT4 был похож на Дино. Оба основаны на трубчатой рамке (308 GT4 имеет длинную колесную базу, будучи 2+2), и имеют независимую подвеску на двойных поперечных рычагах.